# La ejecución de Lady Jane Grey
La ejecución de Lady Jane Grey es una pintura al óleo obra de Paul Delaroche realizada en 1833 y exhibida en la National Gallery de Londres. 
Enormemente popular en las décadas inmediatamente posteriores, esta obra, al igual que otras pinturas realistas de temas históricos, perdió el favor de la crítica durante el siglo XX, permaneciendo almacenada durante décadas y llegando a considerarse una obra perdida. Restaurada y exhibida de nuevo desde 1975, la pintura volvió a ganar popularidad.

## Historia

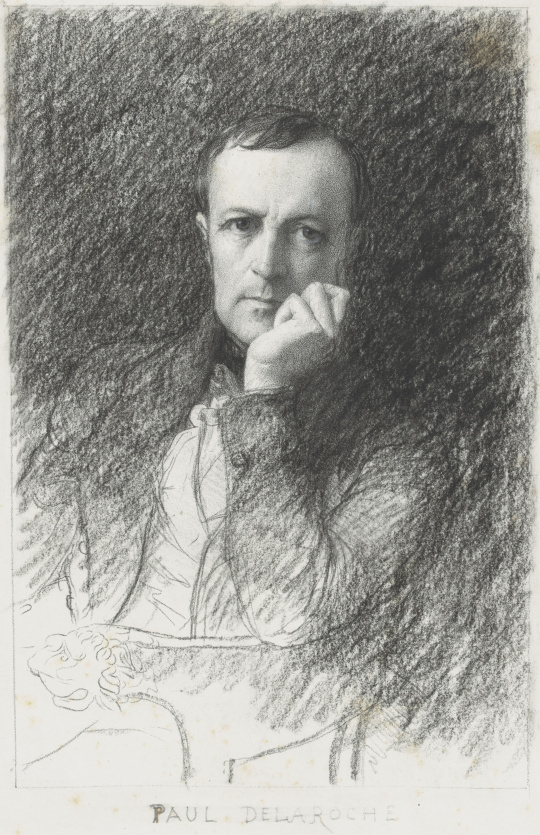
Retrato de Paul Delaroche, por Eugène-Ferdinand Buttura.

La obra fue ejecutada después de la revolución de julio de 1830, la cual había provocado el exilio de Carlos X, último rey Borbón de Francia. La pintura posee similitudes con la ejecución de Luis XVI de Francia, hermano de Carlos, y, sobre todo, con la ejecución de María Antonieta, causando sensación y siendo altamente popular en el Salón de París durante su primera exhibición en 1834.
Originalmente adquirida por Anatole Demidov, I príncipe de San Donato, como parte de la colección Demidov, pasó a manos en 1870 de Henry Eaton, I barón Cheylesmore. A su muerte en 1891, la obra alcanzó un valor de 1.574 libras tras su venta por la casa 
Christie's al año siguiente, representando dicha cifra menos de la cuarta parte del precio inicial de la obra El monarca de la cañada (7.245 libras), de Edwin Landseer, una de las pinturas más famosas de la época. Fue adquirida por su hijo William Eaton, II barón Cheylesmore, quien legó la obra a la National Gallery de Londres en 1902 junto con otras cuatro pinturas, incluyendo dos cuadros de Landseer de la colección de su padre.
Durante décadas se creyó que la pintura había resultado destruida debido a la desastrosa inundación de la Tate Gallery como consecuencia del desbordamiento del Támesis en 1928, siendo descubierta en 1973 por Christopher Johnstone, curador de la galería, quien estaba escribiendo un libro por aquel entonces sobre el pintor John Martin. Tras revisar los lienzos dañados a consecuencia de la inundación en busca de una pintura de Martin, Johnstone halló una obra suya, La destrucción de Pompeya y Herculano, en óptimas condiciones de conservación, enrollada dentro de la obra de Delaroche, también en óptimas condiciones, siendo esta última transferida a la National Gallery, lugar al que debería haber sido trasladada cuando las colecciones de arte nacionales fueron repartidas tras la fundación de la Tate Gallery.

## Contexto
Lady Jane Grey era bisnieta del rey Enrique VII de Inglaterra y, por lo tanto, sobrina de su nieto Eduardo VI. Tras la muerte de Eduardo, Lady Jane fue proclamada reina de Inglaterra por delante de las hijas de Enrique VIII, María Tudor e Isabel. Dos semanas después de la muerte de su hermano, María, quien contaba con el apoyo de los ingleses, reclamó el trono, al cual Jane renunció tras haber reinado durante nueve días, siendo encerrada junto con su esposo Lord Guilford Dudley y su padre Henry Grey en la Torre de Londres bajo acusación de alta traición. El juicio de Jane fue oficiado en noviembre de 1553, si bien la pena de muerte que pesaba sobre ella fue temporalmente suspendida. En febrero de 1554, el padre de Jane, quien había sido puesto en libertad, tomó parte junto con otros rebeldes en la rebelión de Wyatt. En consecuencia, el viernes 12 de febrero Lady Jane y su esposo fueron ejecutados, siendo su padre conducido al cadalso once días después.

## Composición

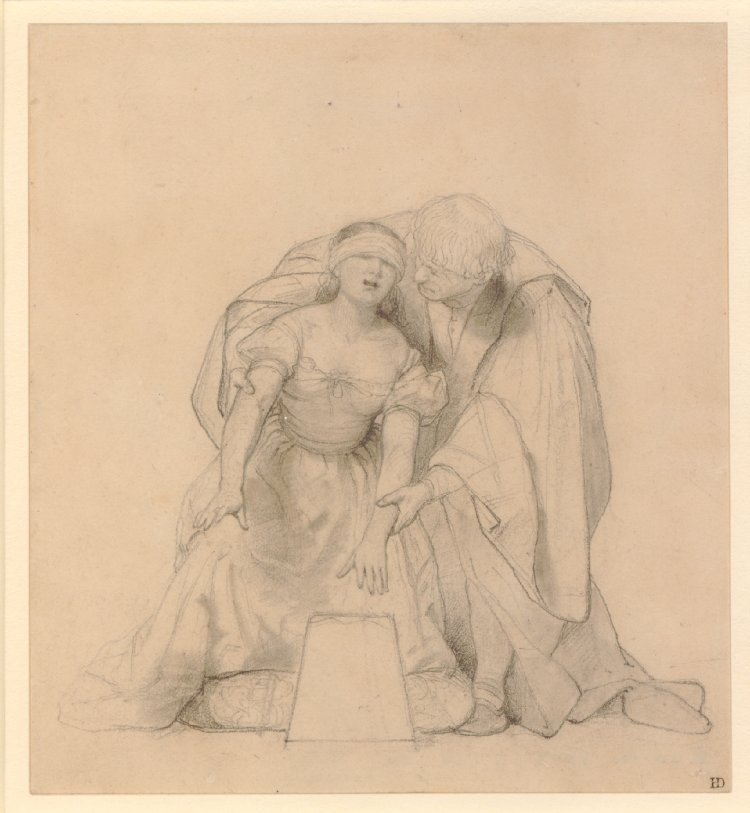
Estudio para La ejecución de Lady Jane Grey, por Paul Delaroche (1832-1833).

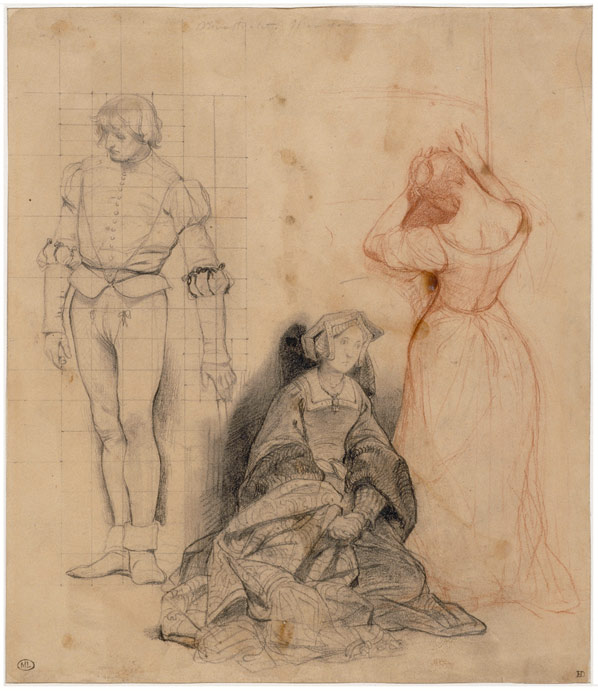
Estudio para La ejecución de Lady Jane Grey, por Paul Delaroche (1832).

Delaroche pintó el tema de la ejecución de Lady Jane en 1833, casi 300 años después de dicho acontecimiento, teniendo en cuenta fuentes históricas contemporáneas para poder reflejar el acontecimiento con precisión. Delaroche había logrado forjar su reputación en el Salón de París gracias a pinturas realistas de gran formato sobre acontecimientos históricos famosos, si bien, pese a la familiaridad del artista con estos temas, existen algunos aspectos en la obra los cuales probablemente no concuerdan con la realidad.
La pintura refleja el momento en que Lady Jane, con los ojos vendados, es ayudada a colocar su cabeza sobre el bloque de decapitación, siendo el hombre que la asiste identificado como John Brydges, I barón Chandos, teniente de la torre al momento de la ejecución. Durante su encarcelamiento, Jane contó con los servicios de sus damas de compañía, una de las cuales había fungido como enfermera suya durante su infancia. Dos de ellas aparecen representadas en la obra, mostrando el dolor que sienten ante lo que está a punto de suceder.
En lo que respecta a la figura de Lady Jane, ésta aparece luciendo un corpiño y unas enaguas de color blanco. No obstante, es muy poco probable que fuese éste el color de su atuendo, puesto que el blanco estaba reservado por aquel entonces únicamente a las mujeres solteras. Asimismo, también es altamente improbable que Jane luciese el cabello suelto, llevándolo recogido seguramente con el fin de facilitar la labor del verdugo. En lo que respecta a las damas de honor, la que está sentada tiene entre sus manos un rosario católico, algo que probablemente no concuerde con la realidad puesto que Lady Jane era protestante.
La ejecución fue llevada a cabo al aire libre en los terrenos ubicados en la Torre Verde, en el interior de la Torre de Londres, donde dos de las esposas de Enrique VIII, Ana Bolena y Catalina Howard, habían sido ejecutadas años antes. La obra indica que o bien Delaroche no estaba familiarizado con este aspecto, elaborando la localización de acuerdo con su conocimiento histórico del evento, o bien se tomó una licencia artística.
En el cuadro, la ejecución es llevada a cabo sobre una plataforma de madera similar a las empleadas en las ejecuciones realizadas durante la Revolución francesa. El borde de dicha plataforma puede observarse en el primer plano de la imagen, cubierto con un paño negro. En la parte derecha de la obra, al fondo, pueden observarse las escaleras del cadalso, indicando la punta de dos armas la presencia de guardias, puesto que la ejecución, pese a ser privada, contó con la asistencia de varios testigos y en un número muy superior al mostrado en la obra. Presumiblemente, Delaroche tenía conocimiento de que la Torre de Londres había sido fundada por Guillermo I de Inglaterra. En la pintura, dos robustas columnas normandas con capiteles, una arcada y un gran arco crean un telón de fondo indicativo de la antigüedad del lugar. No obstante, los edificios de la Torre de Londres abarcan los reinados de varios monarcas. De hecho, la ejecución tuvo lugar fuera de la Capilla Real de San Pedro ad Vincula, construida por orden de Enrique VIII, la cual muestra un estilo arquitectónico casi 500 años posterior al reflejado en la obra.
Resulta difícil descifrar por el decorado y la luz si la intención del artista era crear la impresión de que la escena tenía lugar fuera o dentro de un edificio. La arquitectura mostrada en la obra puede encontrarse tanto en el interior como en el exterior de los edificios normandos. La oscuridad de la parte superior del cuadro sugiere un interior, mientras que la luz del día que invade la figura central sugiere lo opuesto. La intensa oscuridad que abarca gran parte de la obra juega un papel importante en el drama que representa la escena, contribuyendo no sólo la oscuridad de la sección superior del cuadro, sino también el paño que cubre la plataforma, el vestido de la dama que está de espaldas, la capa del barón Chandos y las mangas del verdugo. Sólo tres prendas de ropa aportan colores cálidos a la escena: el vestido marrón de la dama que está sentada, la piel naranja del cuello de la capa del barón y los pantalones color rojo sangre del verdugo. 
En contraste con la oscuridad de la obra, la pálida piel de Lady Jane así como su corpiño y su enagua de raso de color blanco crean un potente foco de luz. El artista capta la atención del espectador situando las paletas de color blanco más intensas sobre el pañuelo que cubre los ojos de Jane así como en la zona de su enagua entre su mano izquierda y el borde del bloque.
Delaroche hizo uso asimismo de pequeños detalles con el fin de aumentar el dramatismo de la obra. Los personajes poseen diversas expresiones, como los gestos de dolor y desesperación de las dos damas de compañía, la ternura casi paternal con que el barón asiste a Lady Jane, y el disgusto reflejado en el rostro del verdugo por tener que llevar a cabo la ejecución. Otros detalles destacados son las argollas del bloque de decapitación las cuales lo sujetan firmemente al suelo mediante cuerdas, así como el borde afilado y a la vez desgastado del hacha. Ghislaine Kenyon, subdirectora de educación de la National Gallery, señala que la paja limpia, colocada normalmente cerca del lugar de ejecución con el fin de que ésta absorba la sangre, al igual que el vestido blanco, son elementos utilizados por el artista para insinuar al espectador lo que sucederá a continuación.

## Experimento

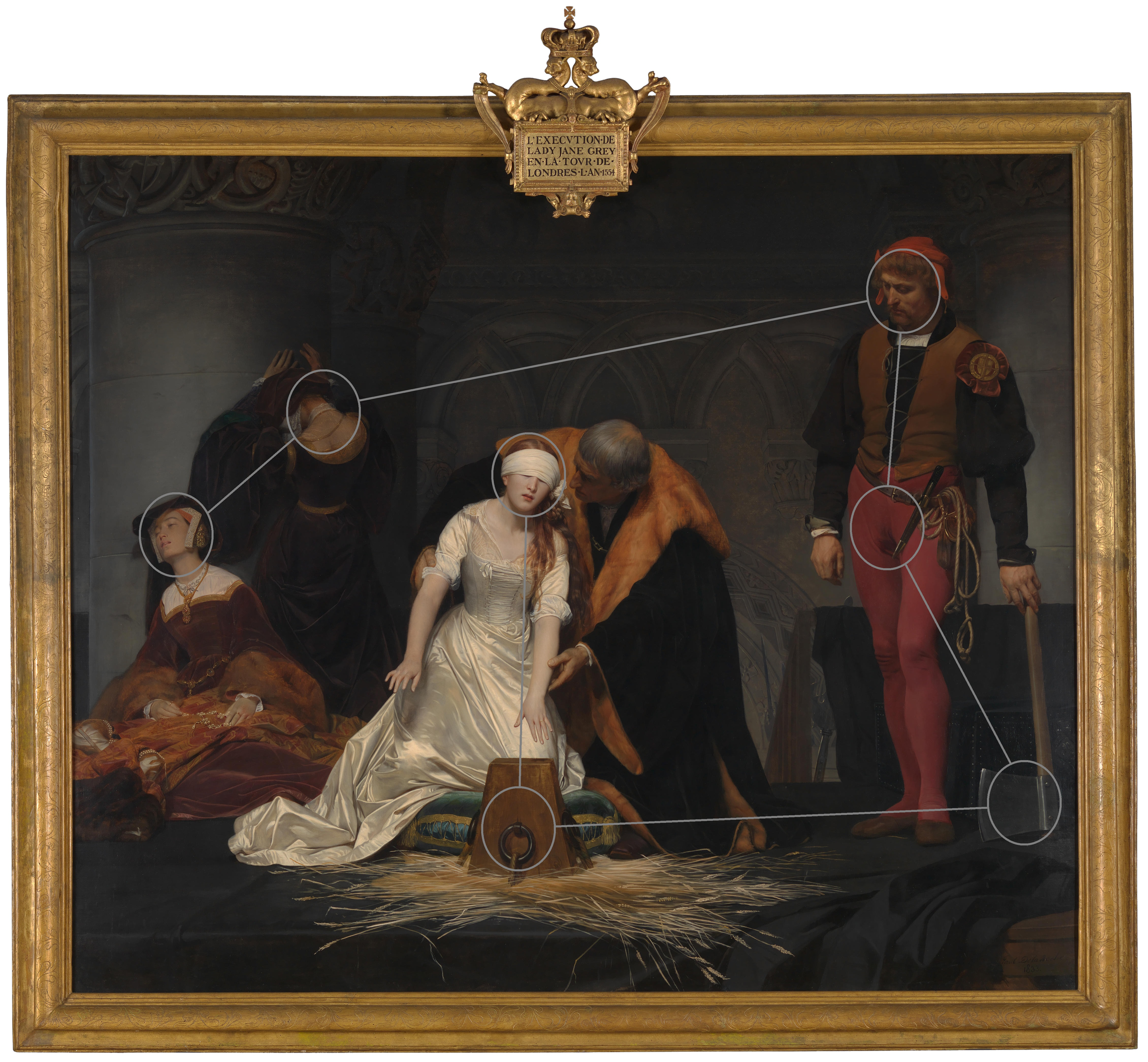
Mapa orientativo del seguimiento visual de los participantes en el experimento.

La ejecución de Lady Jane Grey fue una de las pinturas seleccionadas para llevar a cabo un experimento en la National Gallery. Los participantes fueron invitados a observar el cuadro durante veinte segundos, monitorizándose sus ojos con cámaras y siguiendo el recorrido de los mismos.
El punto inicial de atención de todos los participantes fue el rostro de Lady Jane Grey. Después, los ojos bajaron por su brazo izquierdo y se detuvieron en el bloque de decapitación. Posteriormente se desplazaron a la derecha, posándose sobre el hacha y ascendiendo después hasta detenerse en el rostro del verdugo, cuya zona íntima fue también apreciada por los visitantes, siendo la figura del teniente de la Torre de Londres apenas percibida. De las dos doncellas, fue la que está de espaldas la que mayor atención atrajo por parte de los espectadores, quienes estudiaron detenidamente la nuca de la mujer.

## Galería de imágenes (detalles de la obra)

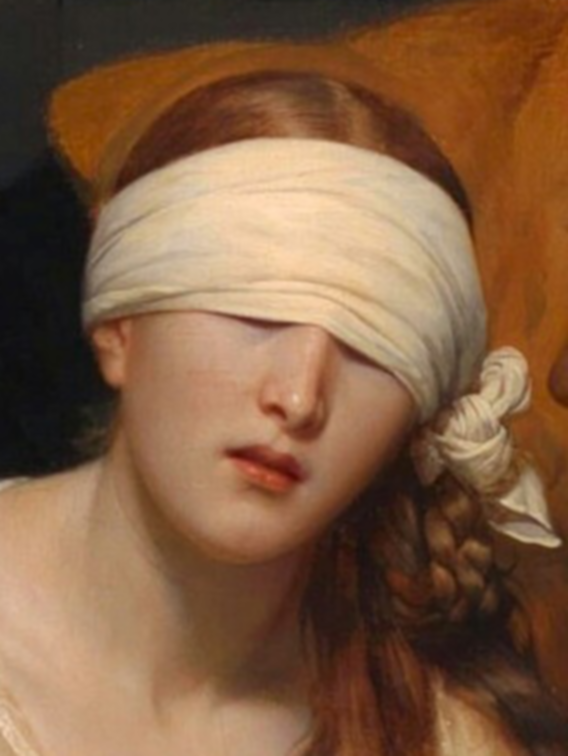
Detalle del rostro de Lady Jane.
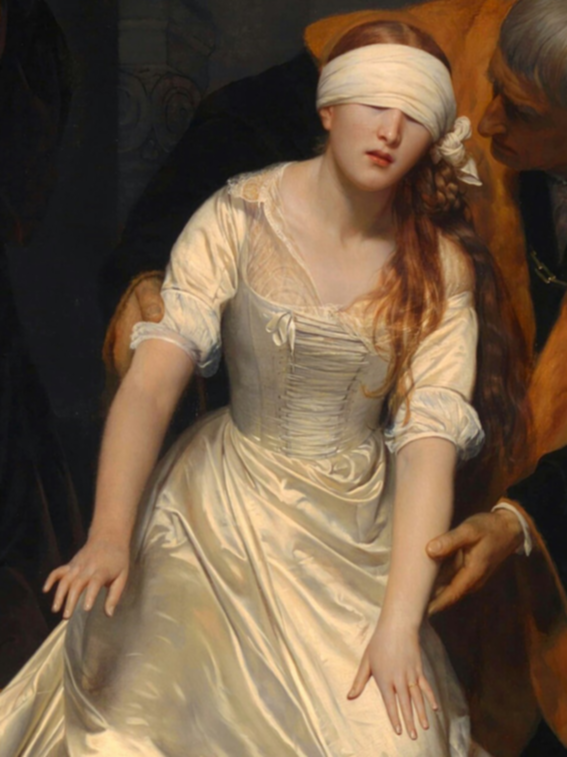
Detalle del vestido de Lady Jane.
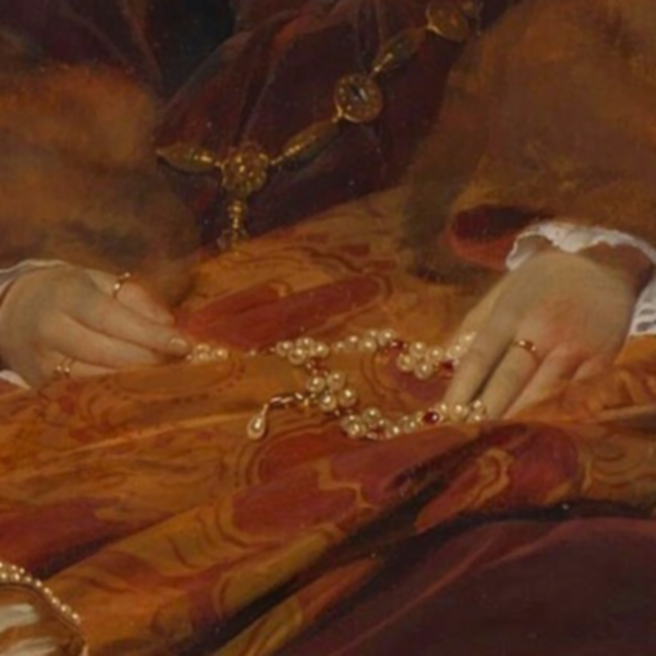
Detalle del rosario de una de las damas de compañía.
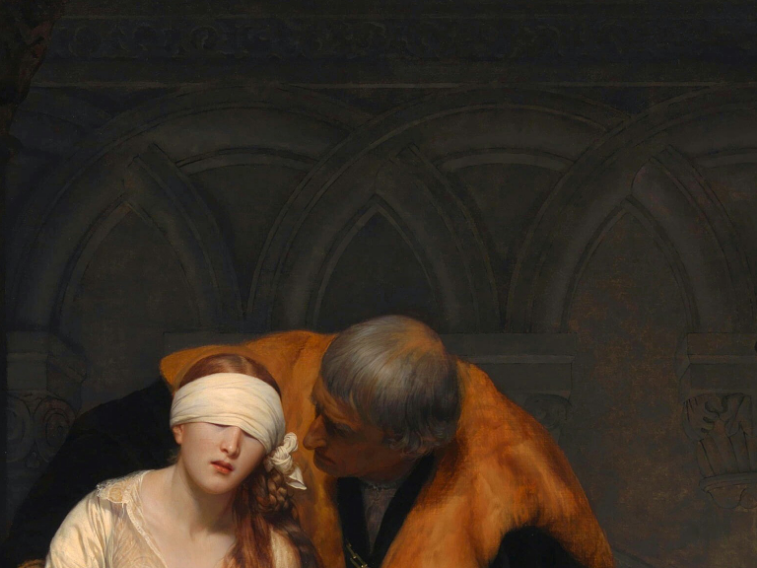
Detalle de la arquitectura del escenario.
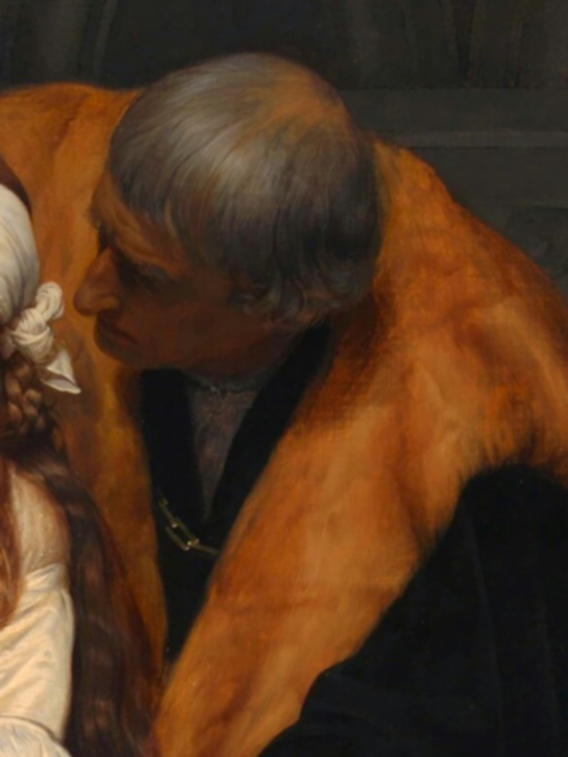
Detalle del rostro y el cuello de la capa de John Brydges.
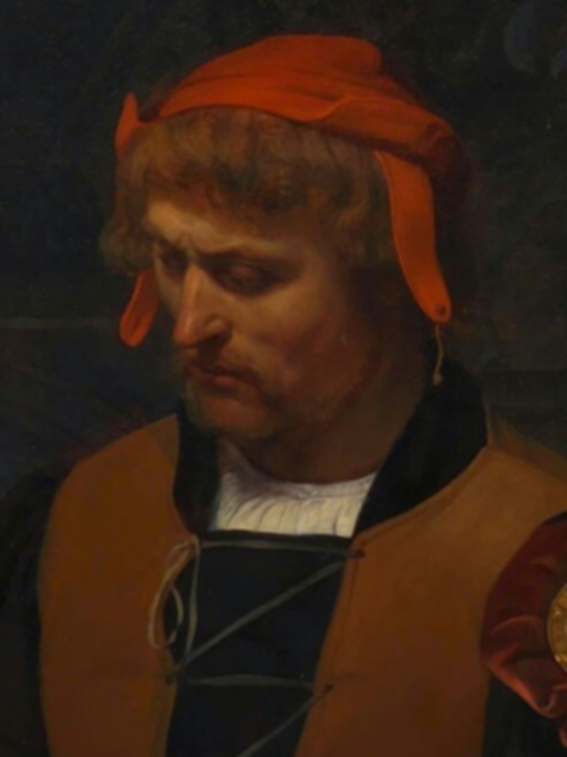
Detalle del rostro del verdugo.
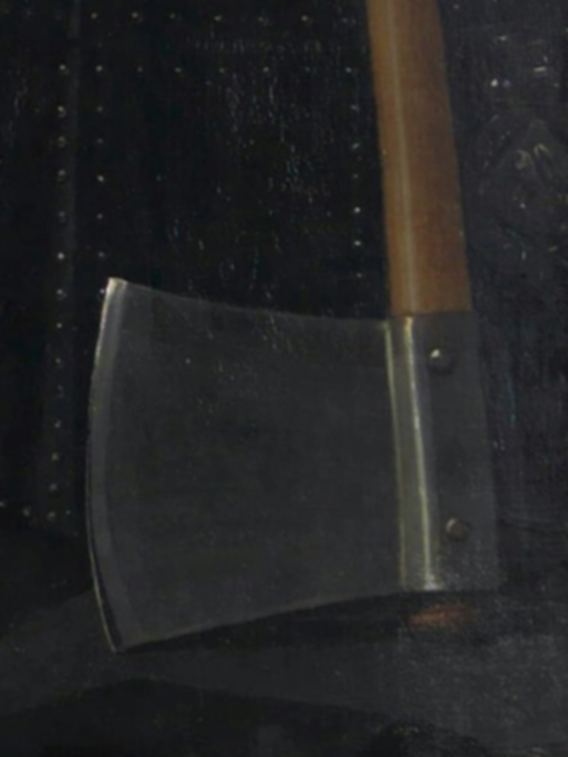
Detalle del hacha del verdugo.
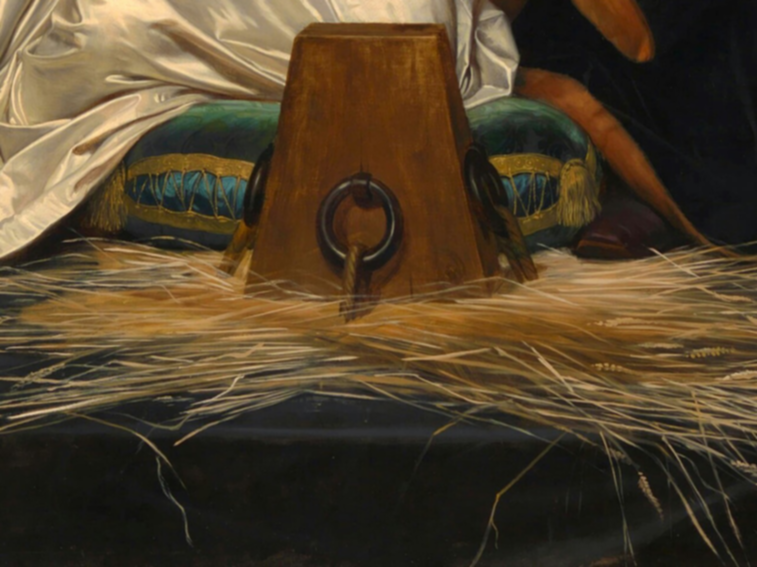
Detalle del bloque de decapitación.